# Domov (píseň, Alan Murin)
„Domov“ je píseň slovenského zpěváka Alana Murina, která byla vydána jako singl 6. září 2024 pod hlavičkou hudebního vydavatelství Trueself Records. Singl zaznamenal velký úspěch v hranosti ve slovenských rádiích, přičemž se drží už 9. týden na vrcholu žebříčku ČNS IFPI nejhranějších domácích skladeb, což tak činí singl nejúspěšnějším zpěvákovým hitem v éteru. Videoklip k písni dosáhl za krátkou dobu milionu přehrání na platformě YouTube. 20. prosince 2025 byla vydána akustická verze písně.
Píseň se v lednu 2025 umístila na 2. místě ve dvanáctém ročníku hitparády „2025“ rádia Expres. Žebříček s 2025 hity byl sestaven hlasováním.

## Kompozice
„Domov“ svou chytlavou melodií patří do žánru pop. Má délku čtyři minuty. Skladba začíná 10-sekundovým klavírním intrem.
Skladba nabízí hluboký pohled do zpěvákova vnitřního světa a rezonuje s tématy sebepřijetí, autenticity a lásky. Alan Murin už déle toužil zpracovat téma, které se ho bytostně týká a které podle něj dokáže oslovit mnoho lidí.
| „            | Pro mě je toto téma velmi důležité, a proto jsem podle něj nazval i své vydavatelství Trueself, tedy 'pravé já'. Autenticita je podstatná věc, a proto se snažím obklopovat názvy nebo podněty, které mi to připomínají. Chyběla mi však ještě skladba, která by vyprávěla příběh právě na toto téma. | “ |
| — Alan Murin | |   |

Píseň se dotýká hlubokého tématu hledání sebe sama a místa, které můžeme považovat za svůj domov. V textu písně se Alan Murin dívá na koncept domova ze tří různých perspektiv. Píseň představuje hledání skutečného domova – místa klidu ve vlastním nitru, které přichází s přijetím toho, kým opravdu jsme, ve svých blízkých a v zemi, kde jsme vyrostli.
| „                                      | V mé nové písni se na domov dívám ze tří různých pohledů. První nám ukazuje, že naším nejintimnějším domovem je duše. Když se přijmeme, najdeme nejprve svůj vnitřní domov a klid. Druhý pohled představuje rodinu a blízké, kteří jsou propojeni s našimi kořeny. Poslední vize domova je spojena se zemí, kde jsme se narodili a kde žijeme | “ |
| — Alan Murin o hlubší symbolice písně. | |   |

## Pozadí vzniku
Producentem skladby je Rebbel, přičemž o mix a tvorbu se postaral samotný Alan Murin.

## Akustická verze
Kromě originální verze Alan Murin představil také akustickou verzi této písně, která vyšla 20. prosince 2024 spolu s vizuálem. Skladbu produkoval producent Maxx Miklos, přičemž také hraje na klávesách. Také na skladbě spolupracoval i kytarista David Bílek.

## Živá a televizní vystoupení
Singl „Domov“ představil Alan v rámci vystoupení spolu s ukázkou z videoklipu v pořadu Teleráno televize Markíza v den vydání singlu.
Akustickou verzi představil spolu 17. prosince 2024 v Expres Live, sérii exkluzivních živých vystoupení Rádia Expres.

## Hudební video
Singl poprvé avizovala 12-sekundová hudební upoutávka, zveřejněná 29. srpna 2024 na Instagramu. Den před vydáním videoklipu, 5. září 2024, vyšla další videoupoutávka s textem písně, související s vizuálem videoklipu.
20. prosince 2024 bylo vydáno akustické video k písni „Domov“. Ve vizuálu se představili Maxx Miklos na klávesách, David Bílek na kytaře a vedle něj před mikrofonem Alan Murin.

## Seznam skladeb
| Singel „Domov“ | Singel „Domov“ | Singel „Domov“ |
| Pořadí         | Název          | Délka          |
| -------------- | -------------- | -------------- |
| 1.             | Domov          | 4:00           |

| Singel „Domov (Acoustic)“ | Singel „Domov (Acoustic)“ | Singel „Domov (Acoustic)“ |
| Pořadí                    | Název                     | Délka                     |
| ------------------------- | ------------------------- | ------------------------- |
| 1.                        | Domov - Acoustic          | 3:47                      |

## Umístění v žebříčcích
Singl debutoval na 11. místě ČNS IFPI žebříčku nejhranějších domácích singlů ve slovenských rádiích. Druhý týden v žebříčku se vyšplhal na 3. místo a od té doby se drží v Top 5. Aktuálně se drží již 9. týden na vrcholu žebříčku.
| Žebříček                         | Nejvyšší pozice | Nejvyšší pozice |
| -------------------------------- | --------------- | --------------- |
| SK - RADIO - TOP 100             | 2               | [ 11 ]          |
| SK - RADIO - TOP 50 CZ           | 1               | [ 1 ]           |
| SK - SINGLES DIGITAL - TOP 100   | 27              | [ 12 ]          |
| SK - SINGLES DIGITAL - TOP 50 CZ | 12              | [ 13 ]          |

## Obsazení
- Alan Murin – zpěv, text písně, mix a mastering
- Rebbel - produkce

### Akustická verze
- Maxx Miklos – produkce, klávesy
- David Bílek – kytara